# Mary Elizabeth Braddon

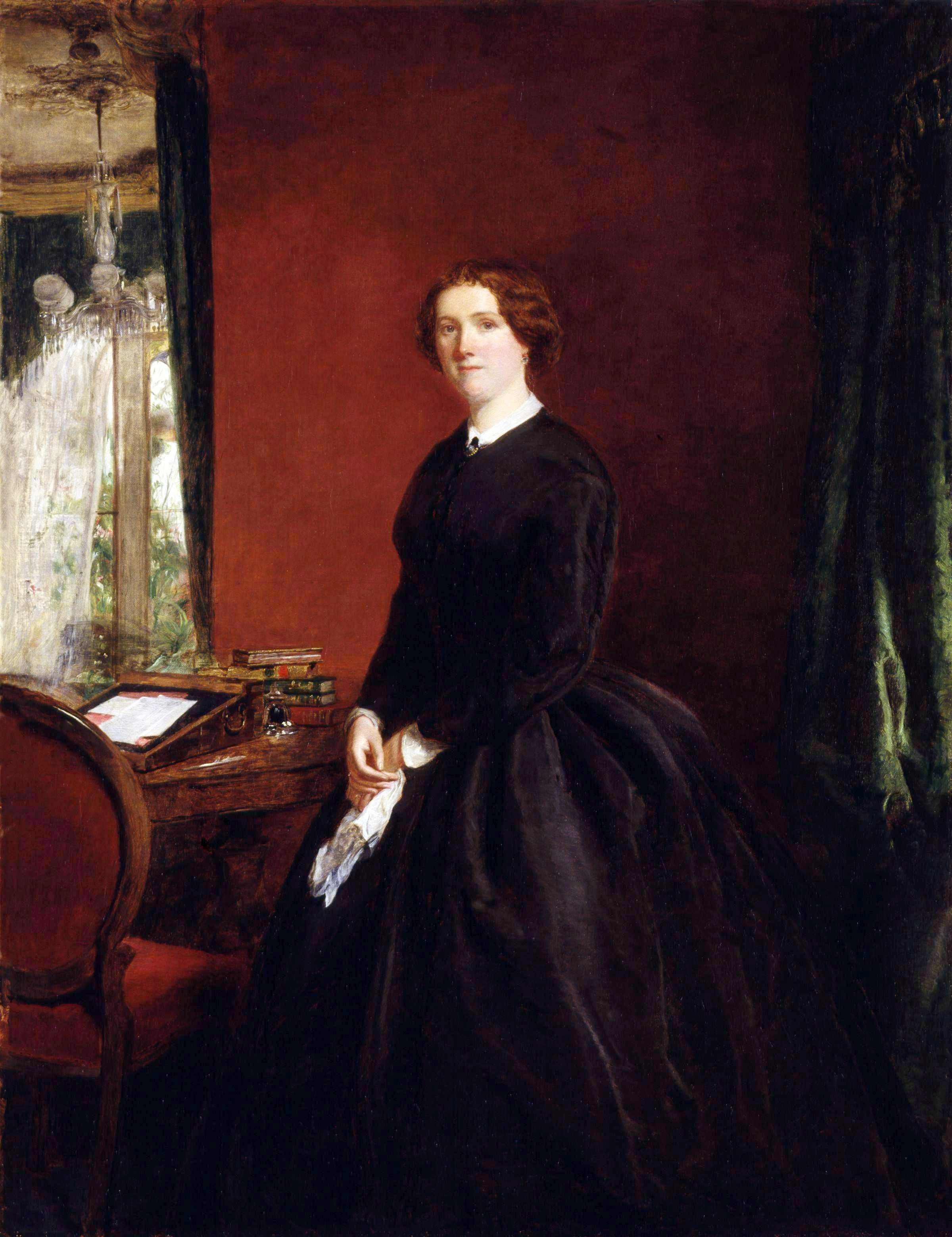
Mary Elizabeth Braddon op een schilderij van William Powell Frith

Mary Elizabeth Braddon (Londen, 4 oktober 1837 – Richmond upon Thames, 4 februari 1915) was een populair Engels schrijfster uit het victoriaanse tijdperk. Zij is vooral bekend gebleven door haar uit 1862 daterende roman Lady Audley's Secret.
Haar vader, Henry Braddon, was een weinig succesvol advocaat. Hij scheidde van zijn vrouw Fanny White in 1840, toen Elizabeth drie jaar oud was. Haar broer Edward Braddon vertrok naar India toen Elizabeth tien jaar oud was. Later ging hij naar Australië en werd daar uiteindelijk premier van Tasmanië. Elizabeth kreeg een privéopleiding
en werkte enige tijd als actrice om in haar levensonderhoud en dat van haar moeder te voorzien.
In 1860 ontmoette zij de tijdschriftuitgever John Maxwell, met wie zij in 1861 ging samenwonen.
Maxwell was echter al getrouwd en had vijf kinderen. Zijn vrouw was opgenomen in een psychiatrische instelling in Ierland. Toen deze in 1874 overleed trouwden zij. Het echtpaar kreeg zes kinderen.
Braddon ontwikkelde zich tot een bekwaam schrijfster van bestsellers en produceerde ongeveer 80 romans in het populaire sensatie-genre. Vooral met de nog altijd herdrukte roman Lady Audley's Secret vergaarde zij een fortuin. Enkele werken verschenen oorspronkelijk onder het pseudoniem Babington White.
Naast de vele romans droeg zij ook artikelen en verhalen bij aan bladen als Punch en The World. Zij was enige tijd redacteur van het literaire tijdschrift Temple Bar en oprichtster en redacteur van het geïllustreerde literaire tijdschrift Belgravia.

## Gedeeltelijke bibliografie
- The Octoroon (1861)
- The Black Band (1861)
- Lady Audley's Secret (1862)
- John Marchmont's Legacy (1862-3)
- Aurora Floyd (1863)
- Eleanor's Victory (1863)
- Henry Dunbar: the Story of an Outcast (1864)
- The Doctor's Wife (1864)
- Circe (1867, door "Babington White")
- Dead-Sea Fruit (1868)
- Fenton's Quest (1871)
- To the Bitter End (1872)
- Publicans and Sinners (1873)
- Lost For Love (1874)
- Hostages to Fortune (1875)
- An Open Verdict (1878)
- The Cloven Foot (1879)
- Vixen (1879)
- Asphodel (1881)
- Phantom Fortune (1883)
- Ishmael. A Novel (1884)
- Cut by the County (1887)
- The Fatal Three (1888)
- One Life, One Love (1890)
- The World, the Flesh and the Devil (1891)
- The Venetians (1892)
- The Christmas Hirelings (1894)
- Thou Art The Man (1894)
- Sons of Fire (1895)
- London Pride (1896)
- Rough Justice (1898)
- His Darling Sin (1899)
- The Infidel (1900)
- Dead Love Has Chains (1907)
- During Her Majesty's Pleasure (1908)
- Griselda (toneelstuk,1873)